# William Grebe

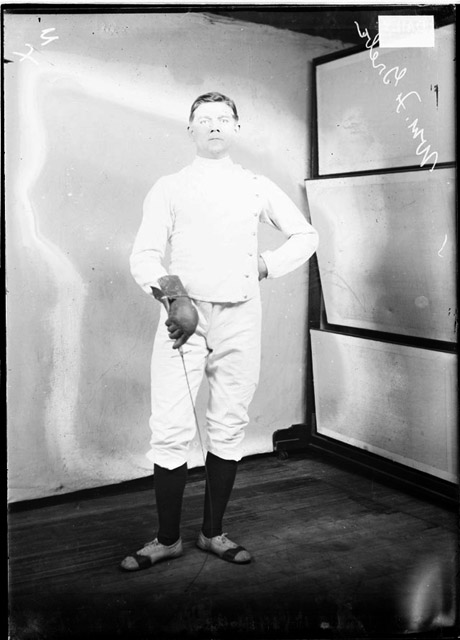

William F. Grebe (Chicago, 9 de marzo de 1869-Chicago, 29 de junio de 1960) fue un deportista estadounidense que compitió en esgrima, especialista en la modalidad de sable. Participó en los Juegos Olímpicos de San Luis 1904, obteniendo dos medallas, una de plata y una de bronce.

## Palmarés internacional
| Juegos Olímpicos | Juegos Olímpicos          | Juegos Olímpicos  | Juegos Olímpicos         |
| Año              | Lugar                     | Medalla           | Prueba                   |
| ---------------- | ------------------------- | ----------------- | ------------------------ |
| 1904             | San Luis (Estados Unidos) | Medalla de plata  | Sable individual         |
| 1904             | San Luis (Estados Unidos) | Medalla de bronce | Single sticks individual |